# Elena Vsevolodovna Safonova
Elèna Vsèvolodovna Safònova, o anche semplicemente Elena Safonova (Leningrado, 14 giugno 1956), è un'attrice russa.

## Biografia
Ha raggiunto la notorietà nel 1985 con il film Sòfia Kovalèvskaya e nel 1987 è protagonista di Oci ciornie di Nikita Michalkov. Per questa interpretazione vince un David di Donatello per la migliore attrice protagonista. Nel 1992 recita in L'accompagnatrice di Claude Miller e sposa Samuel Labarthe, da cui ha un figlio e dal quale divorzia nel 1997.

## Filmografia parziale
- Golos, regia di Ilya Averbakh (1982)
- Sofia Kovalevskaya, regia di Ayan Shakhmaliyeva (1985)
- Oci ciornie, regia di Nikita Sergeevič Michalkov (1987)
- Taxi Blues, regia di Pavel Lungin (1990)
- L'accompagnatrice, regia di Claude Miller (1992)
- Il cielo cade, regia di Andrea Frazzi e Antonio Frazzi (2000)
- La traduttrice, regia di Elena Hazanov (2006)

## Doppiatrici italiane
- Daniela Nobili in L'accompagnatrice